# Mochizuki Reo
Reo Mochizuki (望月 嶺臣 (Vọng-Nguyệt Lĩnh-Thần) Mochizuki Reo, sinh ngày 18 tháng 1 năm 1995 ở Ryuo, Shiga) là một cầu thủ bóng đá người Nhật Bản thi đấu ở vị trí tiền vệ cho Kyoto Sanga FC ở J2 League.

## Sự nghiệp
Mochizuki ra mắt chính thức cho Nagoya Grampus ở J. League Division 1, J. League Cup ngày 24 tháng 4 năm 2013 trước Kashima Antlers ở Sân vận động bóng đá Kashima ở Kashima, Nhật Bản. Anh vào sân từ ghế dự bị ở phút thứ 46 thay cho Ryota Isomura. Koyamatsu và câu lạc bộ của anh thất bại 1-0. Sau một năm thi đấu theo dạng cho mượn tại Renofa Yamaguchi, anh trở lại Nagoya chỉ để rời khỏi Grampus và ký một bản hợp đồng mới với Kyoto Sanga.

## Thống kê sự nghiệp câu lạc bộ
Cập nhật đến ngày 23 tháng 2 năm 2018.
| 2013 | Nagoya Grampus   | J1 League | 0  | 0 | 1 | 0 | 0 | 0 | 1  | 0 |
| 2014 | Nagoya Grampus   | J1 League | 3  | 0 | 2 | 0 | 0 | 0 | 5  | 0 |
| 2015 | Nagoya Grampus   | J1 League | 3  | 0 | 1 | 0 | 3 | 0 | 7  | 0 |
| 2016 | Renofa Yamaguchi | J2 League | 10 | 1 | 1 | 0 | – | – | 11 | 1 |
| 2017 | Kyoto Sanga      | J2 League | 19 | 1 | 0 | 0 | – | – | 19 | 1 |
| Tổng | Tổng             | Tổng      | 35 | 2 | 5 | 0 | 3 | 0 | 43 | 2 |